# Lechá Dodi
Lechá Dodi (Do hebraico: לכה דודי, transliterado também Lechah Dodi, Lerrá Dodi ou Lekah Dodi) é uma cantiga típica do serviço religioso de Cabalat Shabat.
O título significa literalmente "Vem, meu querido/amado". O poema faz alusão à relação de amor que Deus tem com seu povo eleito (convém lembrar que a expressão "povo escolhido por Deus" não significa que Israel seja melhor do que qualquer outro povo, mas tão-somente que, segundo a crença, este foi eleito para guardar a sua Torá - a Lei Divina; é, antes de tudo, uma grande responsabilidade). A letra do canto trata-se de um clamor, um convite, à Rainha do Shabat (Shabat Malquetá) para celebrar um grande momento de alegria, quando Deus concede graças em dobro.

## Noiva e Rainha deShabat
A letra da cantiga, em sua última estrofe, expressamente diz "Vem, ó Noiva. Vem, Rainha do Shabat. Segundo uma interpretação tradicional, como na composição foram usadas muitas referências ao livro de Isaías e à sua profecia sobre a restauração de Israel, seis dos versos aludem à noiva, que seria a casa de Israel, e à rainha chegando, que seria o tempo do Messias, quando todo dia será como o sétimo.

## Autoria
Atribui-se a autoria da cantiga ao Rabino Shlomo HaLevi Alcabets, grande cabalista que viveu durante o século XVI. Diferentes fontes apontam que o ano exacto no qual teria sido composta está entre 1529 e 1540. Uma evidência interna que indica a autoria é o facto de que as letras que iniciam cada estrofe formam em acrônimo o nome do autor.

## Liturgia
A cantiga é considerada[carece de fontes?] como o último item que entrou na Liturgia Judaica. Durante o serviço religioso sefardita, é declamada logo depois do cadish Al Israel. Geralmente configura o clímax da celebração com todo o carral cantando junto, devido às melodias alegres.
A versão completa conta ao todo nove estrofes, mas há uma versão asquenazita, principalmente na liturgia reformista, na qual são omitidas as estrofes 3-4 e 6-8.

## Partitura da Música
Partitura lechá dodi
Partitura lecha dodi.jpg

## Letra da Música
| Hebraico                                | Transliteração                  | Português                                         |
| --------------------------------------- | ------------------------------- | ------------------------------------------------- |
| Refrão:                                 |                                 |                                                   |
| לכה דודי לקראת כלה                      | Lechá dodi licrat kalá          | Vem, meu amado, ao encontro da noiva              |
| פני שבת נקבלה                           | penê Shabat necabelá            | receber a presença do Shabat                      |
| Verso 1:                                |                                 |                                                   |
| שמור וזכור בדבור אחד                    | Shamor vezachor bedibur echad   | “Observar” e “recordar" em uma única palavra      |
| השמיענו אל המיחד                        | hishmianu El hameiuchad         | nos diz O Único Deus                              |
| יי אחד ושמו אחד                         | A-do-n-i Echad ushemo echad     | O Senhor é Um e um é Seu Nome                     |
| לשם ולתפארת ולתהלה                      | LeShem uletiferet velitehilá    | A Ele honrar e louvar                             |
| Verso 2:                                |                                 |                                                   |
| לקראת שבת לכו ונלכה                     | Licrat Shabat lechu venelchá    | A receber o Shabat, venham e iremos               |
| כי היא מקור הברכה                       | ki hi mecor haberachá           | porque é a fonte de toda a bênção                 |
| מראש מקדם נסוכה                         | merosh mikedem nesuchah         | Desde os tempos mais antigos foi ungido           |
| סוף מעשה במחשבה תחלה                    | sof maassê bemachashavá techilá | Último feito, pensado do princípio                |
| Verso 3:                                |                                 |                                                   |
| מקדש מלך עיר מלוכה                      | Micdash melech ir meluchá       | Santuário do Rei, Cidade Real                     |
| קומי צאי מתוך ההפכה                     | kumi tzeí mitoch haafechá       | Levante-se e saia do meio das ruínas              |
| רב לך שבת בעמק בעמק הבכא                | Rav lach shevet beemek habachá  | Permaneceste por muito tempo num vale de lágrimas |
| והוא יחמול עליך חמלה                    | vehu yachamol alaich chemilá    | e Ele terá compaixão por ti.                      |
| Verso 4:                                |                                 |                                                   |
| התנערי מעפר קומי                        | Hitnaari meafar kumi            | Levanta-te e sacode a poeira                      |
| לבשי בגדי תפארתך עמי                    | Livshi vigdê tifartech ami      | Vistam, meu povo, as roupas de esplendor          |
| על יד בן ישי בית הלחמי                  | Al-iad ben Ishai beit halachmi  | Através do filho de Yishay, o de Beit Lechem      |
| קרבה אל נפשי גאלה                       | corvá el nafshi guealá          | Minha alma aproxima-se para a redenção            |
| Verso 5:                                |                                 |                                                   |
| התעוררי התעוררי                         | Hitoreri hitoreri               | Acorde, acorde!                                   |
| כי בא אורך קומי אורי                    | Ki ba orech kumi ori            | Que veio sua luz! Levanta-te minha luz!           |
| עורי עורי שיר דברי                      | Uri uri shir daberi             | Levante-se, levante-se, e cante uma canção        |
| כבוד יי עליך נגלה                       | Kavod A-do-n-i alaich niglá     | Honrar a Deus e a vocês se revelará               |
| Verso 6:                                |                                 |                                                   |
| לא תבושי ולא תכלמי                      | Lo tevoshi velo tikalmi         | Não constranja-se e não envergonhe-se!            |
| מה תשתוחחי ומה תהמי                     | Ma tishtochachi umá tehemi      | O quê te abaterá e o quê te desconsolará?         |
| בך יחסו עניי עמי                        | bar iechesu aniê ami            | Em você meu povo aflito encontrará abrigo         |
| ונבנתה עיר על תלה                       | venivnetá yir al tilá           | e a cidade será reconstruída sobre sua colina.    |
| Verso 7:                                |                                 |                                                   |
| והיו למשסה שאסיך                        | Vehaiu limshisá shosaich        | E seus inimigos serão oprimidos                   |
| ורחקו כל מבלעיך                         | Verachacu kol mevalaich         | e caçados serão seus opressores                   |
| ישיש עליך אלהיך                         | Yasis alaich Elohaeich          | Seu Deus deleitará em ti                          |
| כמשוש חתן על כלה                        | Kimsos chatan al kalá           | Como um noivo por sua noiva                       |
| Verso 8:                                |                                 |                                                   |
| ימין ושמאל תפרוצי                       | Yamin ushemol tifrotsi          | À direita e à esquerda sua alegria transbordará   |
| ואת יי תעריצי                           | Veet A-do-n-i taaritsi          | E exaltarás a Deus                                |
| על יד איש בן פרצי                       | Al-iad ish ben Partzi           | através do homem filho de Peretz                  |
| ונשמחה ונגילה                           | Venismechá venaguila            | e nos alegraremos e exaltemos                     |
| Verso 9:                                |                                 |                                                   |
| בואי בשלום עטרת בעלה                    | Boi veshalom ateret baalá       | Venha em paz coroa de seu esposo                  |
| גם בשמחה ובצהלה                         | Gam besimchá uvetsarlá          | Também com alegria e júbilo                       |
| תוך אמוני עם סגלה                       | Toch emunê am segulá            | Entre os fiéis do povo estimado                   |
| בואי כלה בואי כלה                       | Bo'i kalá, bo'i kalá            | Venha ó noiva, venha ó noiva                      |
| Último verso segundo ritual sefaradita: |                                 |                                                   |
| Verso 9:                                |                                 |                                                   |
| בואי בשלום עטרת בעלה                    | Boi veshalom ateret baalá       | Venha em paz coroa de seu esposo                  |
| גם בשמחה ברינה ובצהלה                   | Gam besimchá beriná uvetsarlá   | Também alegria na música e júbilo                 |
| תוך אמוני עם סגלה                       | Toch emunê am segulá            | Entre os fiéis do povo estimado                   |
| בואי כלה בואי כלה                       | Bo'i kalá, bo'i kalá            | Venha ó noiva, venha ó noiva                      |
| תוך אמוני עם סגלה                       | Toch emunê am segulá            | Entre os fiéis do povo estimado                   |
| בואי כלה שבת מלכתא                      | Bo'i kalá, Shabat malketá       | Venha minha noiva! Ó Rainha do Shabat!            |